# Mermaid Sapphire
Mermaid Sapphire es un buque multipropósito en alta mar. Construido en 2009, el barco se utiliza principalmente para la investigación y el trabajo submarino.
Consiste en una embarcación de transporte diseñada para operar ROV de trabajo en aguas profundas. Los ROV se instalan en un nivel dedicado de plataforma elevada, dejando todo el espacio de la cubierta posterior para el equipo del proyecto. Mermaid Sapphire también está equipado con sistemas avanzados de adquisición de datos y administración de datos de inspección submarina. También se instala una grúa con barra articulada de 23 toneladas y una grúa auxiliar de 5 toneladas.
El 26 de marzo de 2012, llevó Deepsea Challenger al Challenger Deep, donde se realizó la primera inmersión individual en la fosa.